# Бертольд Маак
Бертольд Фрідріх Отто Маак (нім. Berthold Friedrich Otto Maack; 24 березня 1898, Гамбург — 26 вересня 1981, Меран) — німецький воєначальник, бригадефюрер СС і генерал-майор військ СС.

## Біографія
Син поштового чиновника. В червні 1915 року призваний в армію, служив у піхоті. В 1919-20 роках — член добровольчого корпусу в Берліні і націоналістичного «Товариства Фіхте» в Гамбурзі. В грудні 1919 року вступив в охоронну поліцію. В квітні 1920 року вийшов у відставку і став дрібним торговцем. 1 жовтня 1930 року вступив у НСДАП (квиток № 314 088) і СА, командир штурмбанна. 1 жовтня 1931 року вступив у СС і в тому ж році залишив бізнес. З 4 грудня 1931 року — командир 3-го штурмбанна 4-го штандарту СС. З 21 березня 1933 року — начальник штабу, з 30 січня 1933 року — керівник 4-го абшніту СС. З 10 серпня 1933 року — начальник штабу групи (пізніше оберабшніту) СС «Південний Схід». З 22 жовтня по 1 грудня 1934 року — комендант концтабору Дахау. З 4 грудня 1934 року — командир 39-го штандарту СС, з 1 листопада 1935 року — 26-го, з 15 квітня 1938 по 8 травня 1945 року — 25-го абшніту СС.
8 березня 1940 року вступив у війська СС і був зарахований в полк СС «Германія». Учасник Німецько-радянської війни. В жовтні 1941 року очолив бойову групу «Маак». В листопаді 1941 року призначений командиром протитанкового батальйону дивізії СС «Вікінг», вересня 1942 року — полку СС «Вестланд». В травні 1942 року направлений на формування гірської дивізії СС «Норд», в червні став командиром 2-го батальйону 6-го піхотного полку СС цієї дивізії. З вересня 1942 року — командир 6-го гірського полку СС «Райнгард Гейдріх». В серпні 1944 року важко поранений і після одужання 8 вересня призначений керівником підготовки дивізії, проте в жовтні знову направлений на лікування. З 29 січня по 21 березня 1945 року — командир 26-ї гренадерської дивізії військ СС, з 19 березня — 20-ї гренадерської дивізії військ СС, одночасно в квітні-травня був начальником штабу 8-го корпусу СС. 8 травня значна частина дивізії потрапила в радянський полон, але Мааку з невеликою частиною солдатів вдалось прорватись на Захід і здатися союзникам.

## Звання
- Лейтенант резерву (червень 1917)
- Манн СС (1 жовтня 1931)
- Штурмфюрер СС (4 грудня 1931)
- Штурмбаннфюрер СС (16 березня 1932)
- Штандартенфюрер СС (5 жовтня 1932)
- Оберфюрер СС (9 листопада 1933)
- Бригадефюрер СС (13 вересня 1936)
- Оберштурмфюрер резерву військ СС (8 березня 1940)
- Гауптштурмфюрер резерву військ СС (20 квітня 1940)
- Штурмбаннфюрер резерву військ СС (1 грудня 1940)
- Оберштурмбаннфюрер резерву військ СС (9 листопада 1941)
- Штандартенфюрер резерву військ СС (20 квітня 1943)
- Оберфюрер резерву військ СС
- Бригадефюрер СС і генерал-майор військ СС (20 квітня 1945)

## Нагороди
- Залізний хрест 2-го і 1-го класу
- Нагрудний знак «За поранення» в чорному
- Почесний хрест ветерана війни з мечами
- Почесний кут старих бійців
- Кільце «Мертва голова»
- Почесна шпага рейхсфюрера СС
- Німецький Олімпійський знак 2-го класу
- Німецький кінний знак в сріблі
- Медаль «За вислугу років у НСДАП» в бронзі та сріблі (15 років)
- Медаль «За вислугу років у СС» 4-го, 3-го і 2-го ступеня (12 років)
- Спортивний знак СА в золоті
- Застібка до Залізного хреста 2-го і 1-го класу
- Нагрудний знак «За участь у загальних штурмових атаках»
- Хрест Воєнних заслуг 2-го класу з мечами